# Сардар Мохаммад Рахманогли
Сардар Мохаммад Рахманогли (англ. Sardar Mohammad Rahmanoghli) (1961) — афганський дипломат. Надзвичайний і Повноважний Посол Афганістану в Україні (з 2017).

## Життєпис
Народився 1961 року в узбецькій родині в районі Пуштут Кот у провінції Фар'яб. Навчався в Балхському університеті та здобув ступінь магістра. Він здобув вищу освіту в Афганському технічному професійному інституті, Кабульській політехніці, а також у Київському політехнічному інституті. Володіє дарі, узбецькою, англійською, турецькою та українською мовами.
Працював лектором у Балхському університеті, директором відділу комерції на телебаченні в Балх. Він деякий час жив у Туреччині, де працював керівником Асоціації біженців та директором турецького відділення «Радіо Азаді». Він був в опозиції до президента Афганістану Хаміда Карзая, під час публічного засідання нижньої палати парламенту (Волеси джирга).
У 2007 році був заступником голови нижньої палати парламенту (Волеси джирга), а пізніше став членом комітету з питань охорони здоров'я, молоді, спорту та праці.
Сардар Мохаммад Рахманогли був членом команди д-ра Абдалли на президентських виборах 2014 року. Сардар Рахманогли був призначений прем'єр-міністром д-ром Абдаллою як міністр економіки.
15 червня 2017 року — вручив копії вірчих грамот заступнику міністра закордонних справ України з питань євроінтеграції Олені Зеркаль.
08 вересня 2017 року — вручив вірчі грамоти Президенту України Петрові Порошенку.